# 島津久武 (旗本)
島津 久武（しまづ ひさたけ、寛文7年（1667年） - 正徳3年9月1日（1713年10月19日））は、江戸時代前期の旗本。島津久富（主膳）の3男。第5代佐土原藩主（番代）で後に旗本寄合席となった島津久寿の弟で養子。幼名は長菊丸、通称は又十郎、主税。妻は大岡忠高の娘。実子は島津長次郎ほか3子。養子は島津久睦（第6代藩主島津惟久の庶長子）

## 生涯
父・島津久富は佐土原藩第2代藩主島津忠興の次男であった。元禄6年（1693年）に兄の旗本寄合席家の家督を継ぎ、元禄7年（1694年）に徳川綱吉へ初御目見えを得る。
元禄10年（1697年）、第6代藩主島津惟久の庶長子である堯麟坊（久睦）を養子とした。正徳3年（1713年）に死去した。享年46。法名は秀月。